# Pakora
Pakora (phát âm [pəkoʊɽaː]), còn gọi là pakoda, pakodi hoặc ponako, là một món ăn chiên (món rán). Có nguồn gốc từ Ấn Độ, nó tìm được trên khắp Nam Á.

## Tên gọi

### Từ nguyên và chính tả

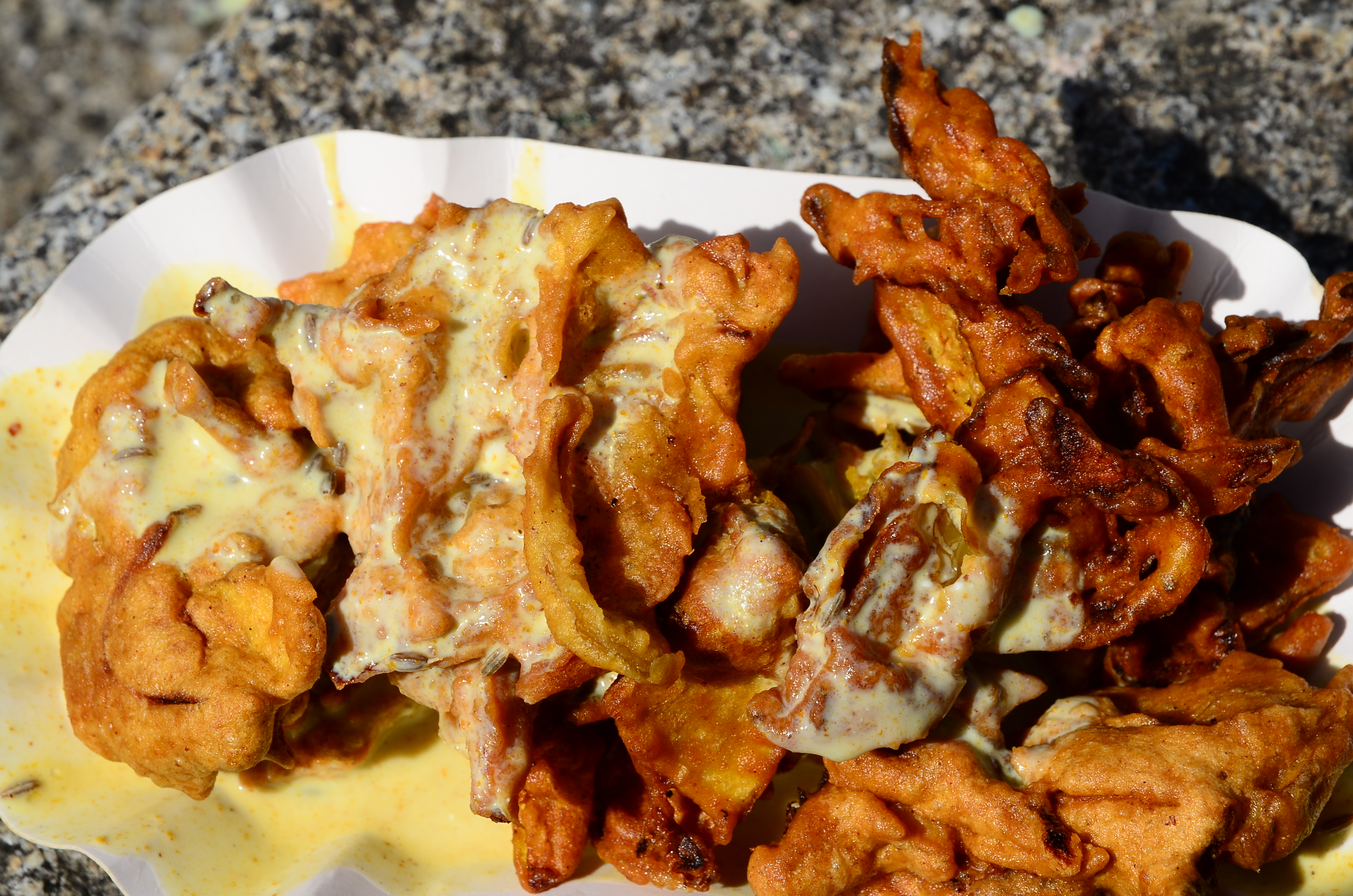
Pakoras in Zürich

Từ ngữ pakoṛā khởi nguồn trong tiếng Phạn पक्ववट pakvavaṭa, một từ ghép gồm pakva ('nấu nướng') và vaṭa, 'một miếng bánh nhỏ' hoặc từ phát sinh vaṭaka, 'một chiếc bánh tròn được làm từ đậu chiên trong bơ loãng'.

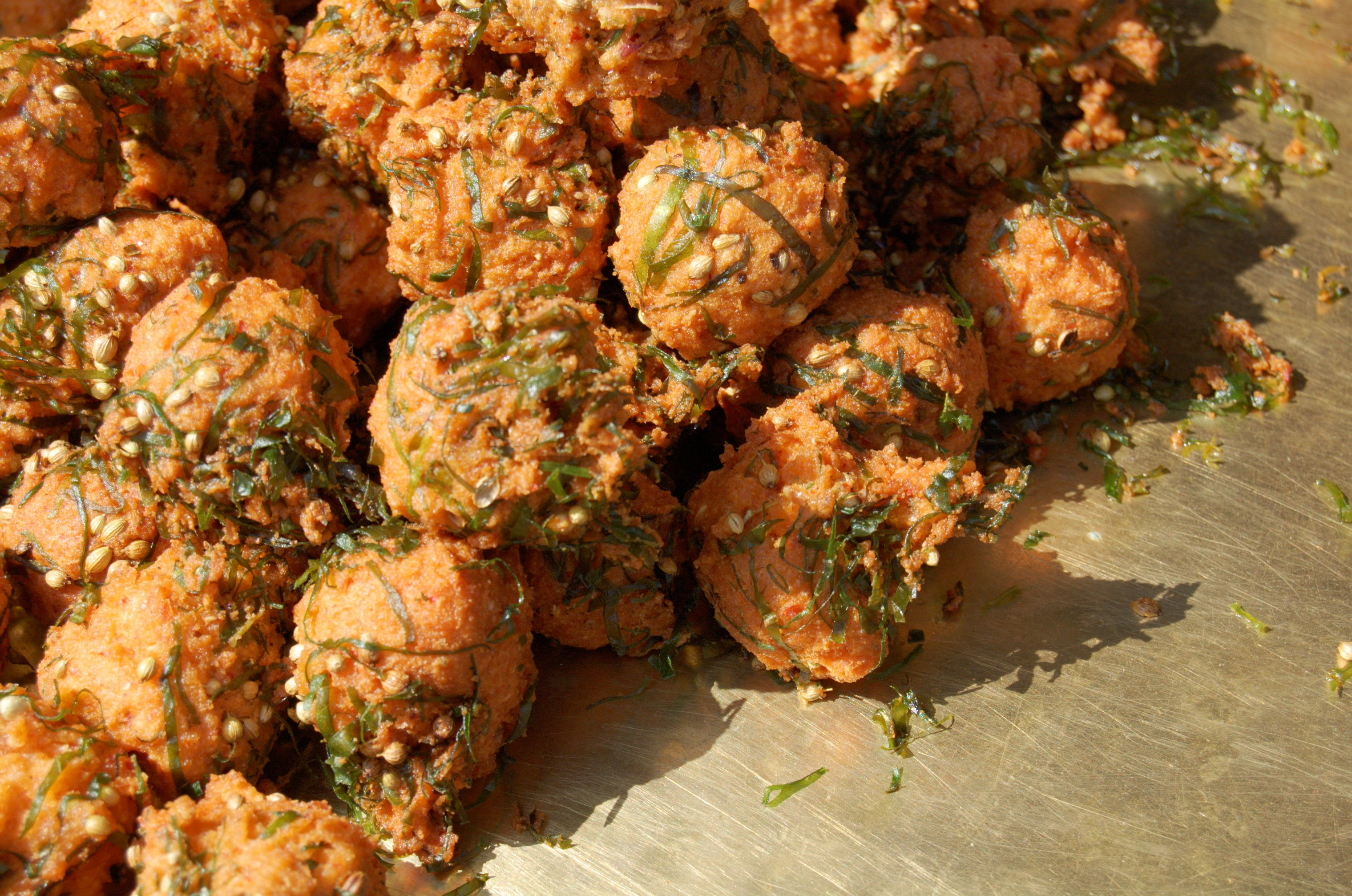
Pakora tại Jaipur

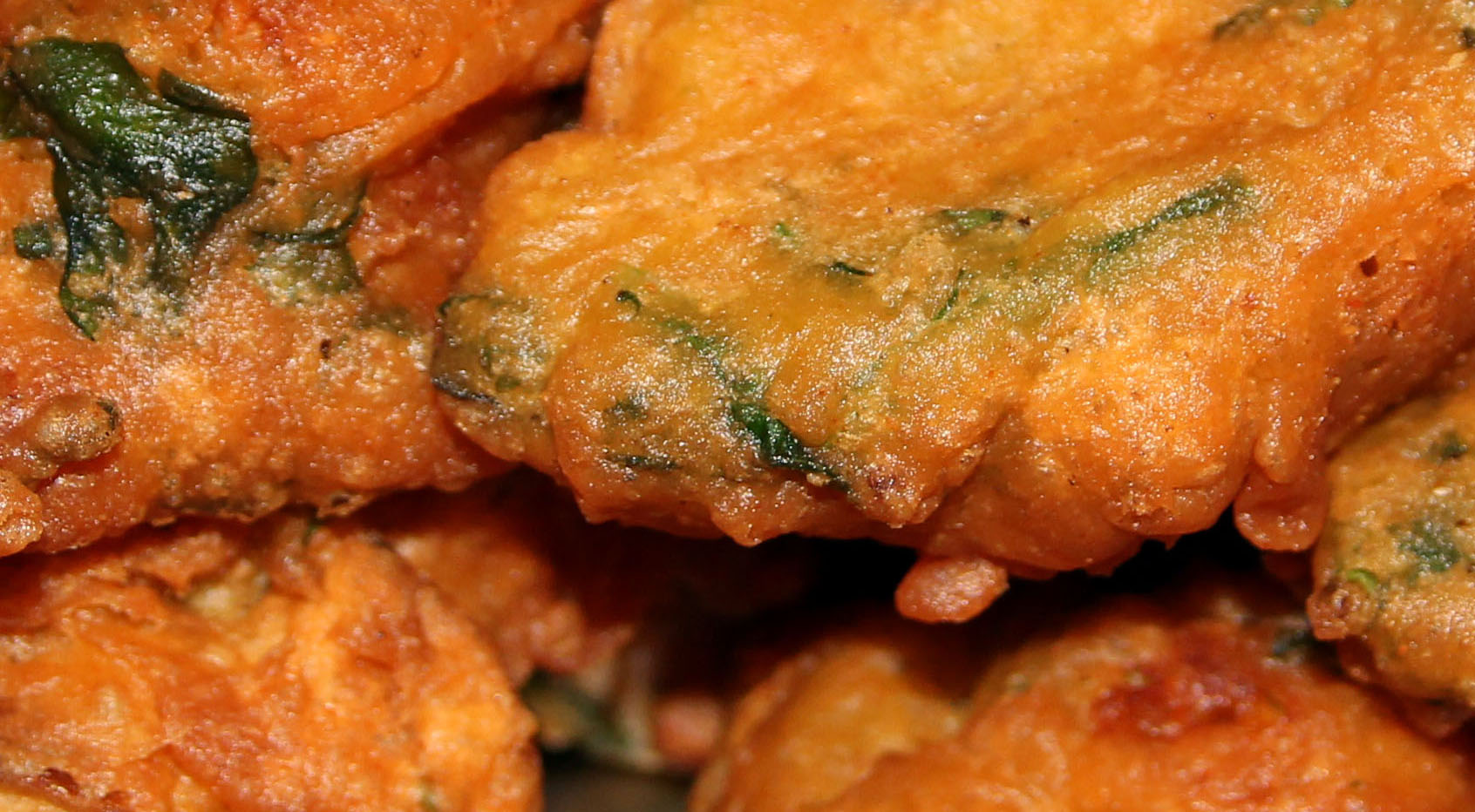
Cận cảnh Pakora chứa rau bina

Một số dạng phiên âm phân kỳ có thể được ghi chú trong phụ âm thứ ba của từ ngữ. Những âm thanh là âm uốn lưỡi [ɽ], được viết trong tiếng Hindi với chữ cái ड़ trong hệ thống Devanagari, và chữ cái ڑ trong tiếng Urdu.
Tuy nhiên, trong Bảng chữ cái chuẩn quốc tế ký âm Latinh tiếng Phạn, chữ cái ड़ trong tiếng Hindi được phiên âm là <ṛ>, phiên âm phổ biến hay không chuẩn của tiếng Hindi sử dụng <d> cho âm thanh này, nguồn gốc ngôn ngữ xuất phát từ chữ ड /ɖ/. Sự xuất hiện phụ âm này trong từ pakora đã được gia tăng đến hai cách viết thay thế phổ biến trong tiếng Anh: pakoda, phản ánh từ nguyên của nó, và pakora, phản ánh âm vị học của nó.

### Tên gọi theo vùng miền
Giữa cộng đồng Cape Malay Hồi giáo tại Nam Phi, pakora được gọi là dhaltjies, và thường được ăn như một món khai vị trong bữa ăn iftar, hoặc là một món ăn nhẹ trong đám cưới, sinh, hoặc những dịp tương tự.
Tại Ấn Độ, đặc biệt tại Maharashtra và Karnataka, món được sửa soạn gọi là bajji chứ không phải pakora. Thông thường, tên loại rau chiên rán được thêm hậu tố bajji. Ví dụ, bajji khoai tây được thái lát thành khoai tây bọc trong bột và chiên. Trong trạng thái đó, pakoda được hiểu theo nghĩa một hỗn hợp gồm hành tây thái nhỏ, ớt xanh, và gia vị trộn lẫn trong bột đậu vàng. Chúng được cuộn thành quả cầu nhỏ hoặc rắc thẳng vào dầu nóng và chiên. Pakoda rất giòn bên ngoài và mềm vừa giòn bên trong. Ngoài ra còn có nhiều biến thể nhẹ nhàng hơn tổng thể, thường được gọi là pakoda trung bình tại nhà hàng, được làm từ bất kỳ những thành phần nào khác, chẳng hạn như khoai tây.
Pakora phổ biến tại Ấn Độ, Pakistan, và Vương quốc Anh - đặc biệt ở Scotland. Chúng đôi khi ăn kèm với sữa chua- bố trí cà ri (salan), như một món ăn chính, cà ri pakora, chứ không phải là một món ăn riêng biệt. Trong trường hợp này, pakora thường nhào bột được làm từ khoai tây xắt nhỏ, hành tây và ớt trộn vào bột, thay vì lát rau chiên từng miếng.
Pakora cũng xuất hiện trong ẩm thực Afghanistan. Tại Trung Quốc và Nepal, chúng được gọi là pakoda và pakauda, theo thứ tự.

## Chuẩn bị
Pakora được nấu bằng cách dùng một hoặc hai thành phần, chẳng hạn như hành tím, cà tím, khoai tây, rau bina, chuối, pho mát đông, súp lơ, cà chua, hoặc ớt. Chúng cũng đôi khi được nấu với bánh mì, kiều mạch, lạc, cá, hoặc thịt gà. Chúng được nhúng phủ bột đậu vàng và sau đó chiên ngập dầu. Biến thể phổ biến nhất gồm pyaaz pakora, được làm từ hành tây, và aloo pakora, được làm từ khoai tây. Các biến thể khác bao gồm paalak pakora, được làm từ rau bina, và paneer pakora, làm từ pho mát đông (pho mát gạn kem mềm)). Khi hành tây được chuẩn bị cùng, gọi là bajji hành tây. Một biến thể của pakora làm từ bột mì, muối, và những mảnh khoai tây hoặc hành tây nhỏ (tùy chọn), được gọi là noon bariya (nūn = muối) (tiếng Hindi: नूनबरिया), thường tìm được tại miền đông Uttar Pradesh, Ấn Độ.

## Phục vụ

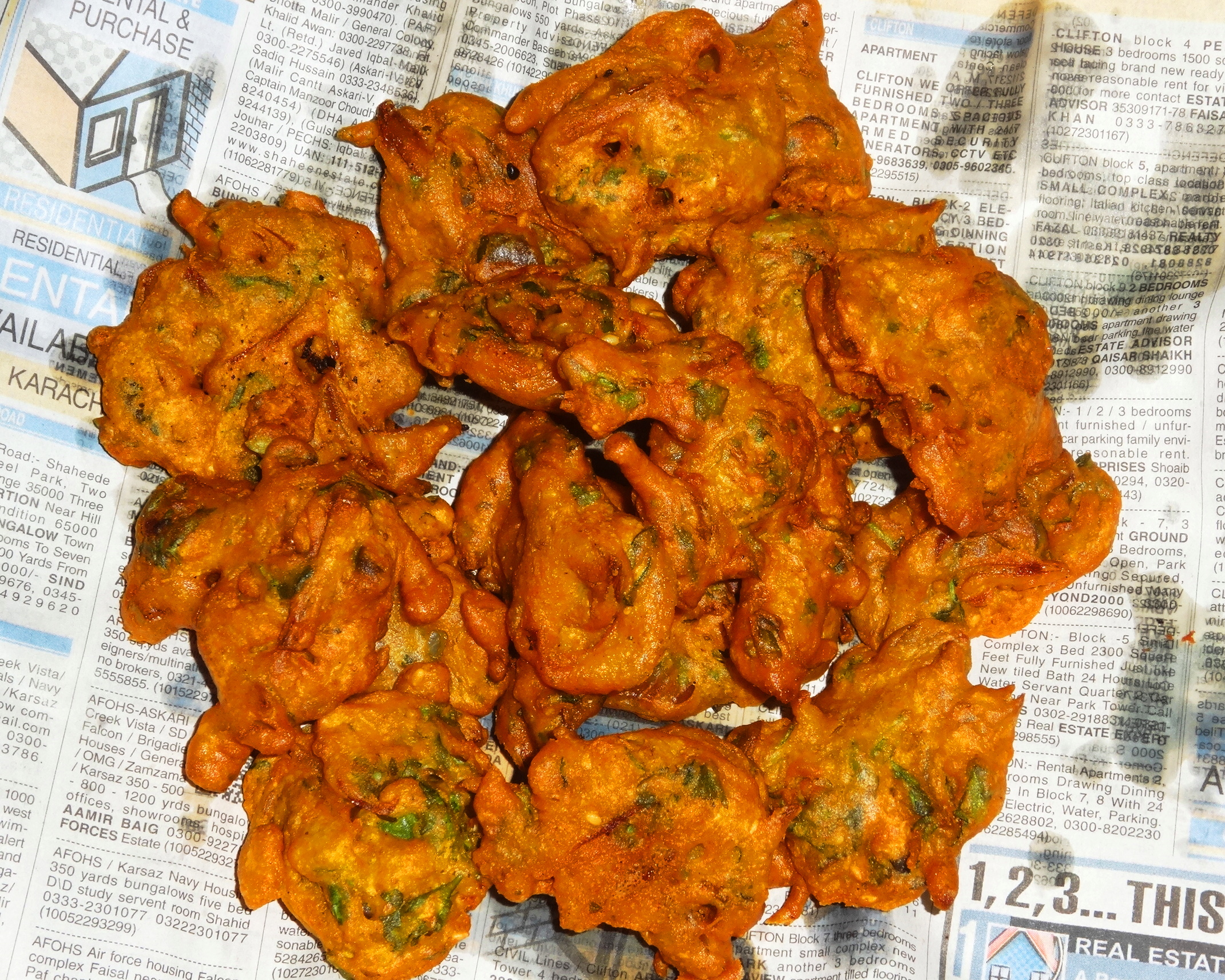
Giòn rụm bên ngoài, thơm cay đậm vị bên trong – bánh Pakora là món ăn vặt đặc trưng của Ấn Độ, chiên vàng từ rau củ tẩm bột đậu xanh thơm lừng

Pakora thường được phục vụ như đồ ăn nhẹ hoặc món khai vị. Tại Vương quốc Anh, pakora được phổ biến như là một món nhẹ thức ăn nhanh, có sẵn tại nhà hàng Ấn Độ và Pakistan. Chúng cũng thường được phục vụ với món trà chai cho khách đến tham dự lễ cưới Ấn Độ, và thường được bổ sung với me chutney, nước xốt nâu, hay nước xốt cà chua.
Goli Baje là một loại pakoda, một phần trong ẩm thực Udupi.
Pakora đóng một vai trò quan trọng trong lịch sử điện ảnh Ấn Độ, như cảnh quay đầu tiên của diễn viên Raj Kapoor trong điện ảnh với Nargis đóng cửa nhà mẹ cô, với một vết bẩn bột pakora trên trán cô, dẫn đến kết quả đóng góp tiếp tục của cặp đôi để có những bộ phim hay và phổ biến nhất trên thế giới.

## Hình ảnh

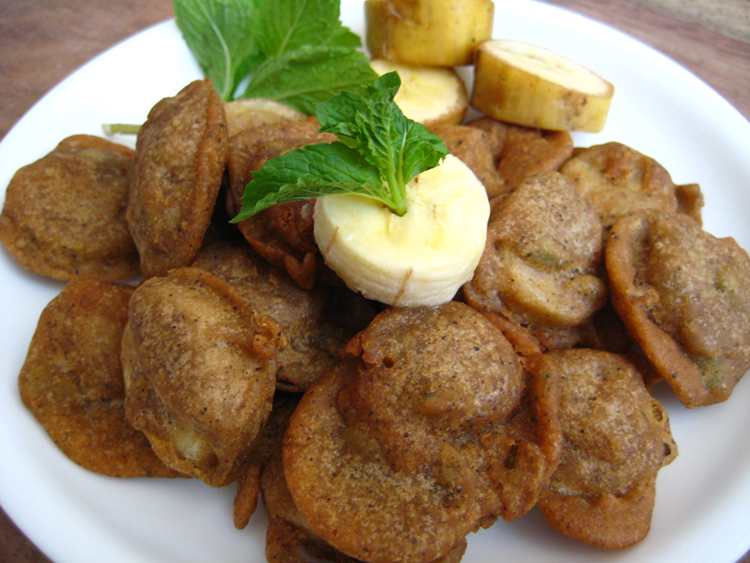
Pakora chuối, được làm bằng nguyên liệu chuối lát xanh nhúng bột Singhara (bột hạt dẻ loãng)
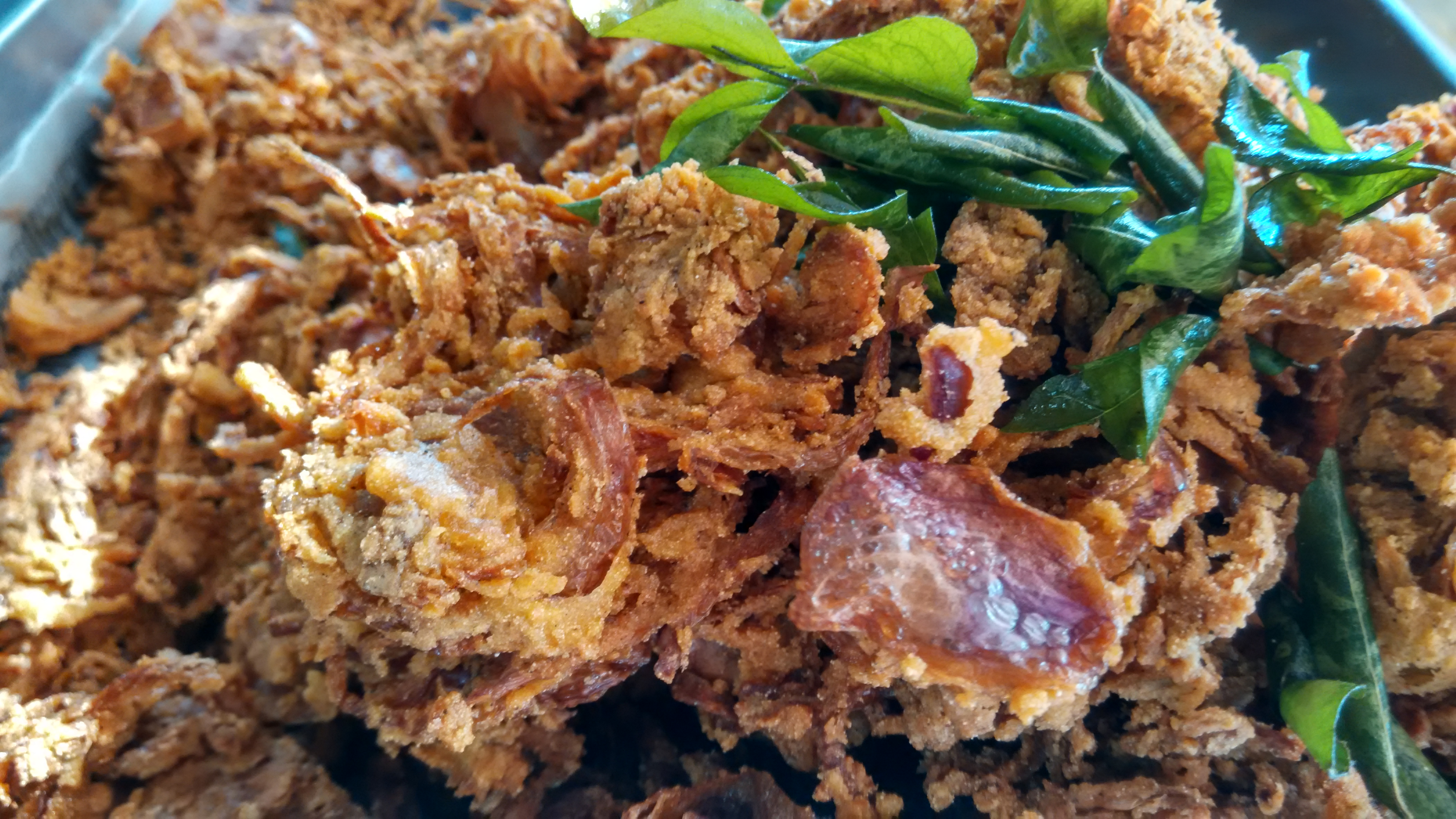
Pakora hành tây
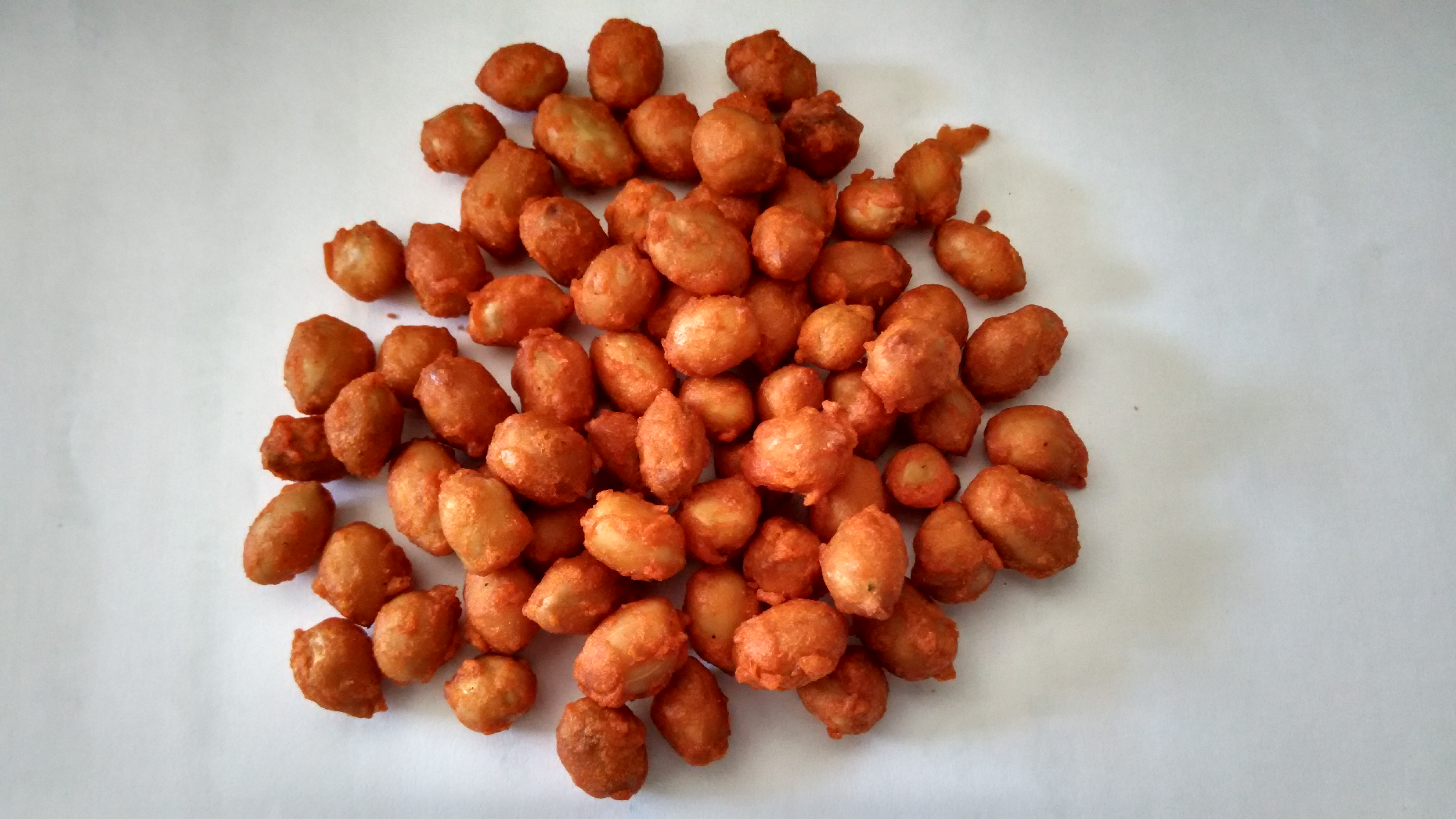
Pakora lạc
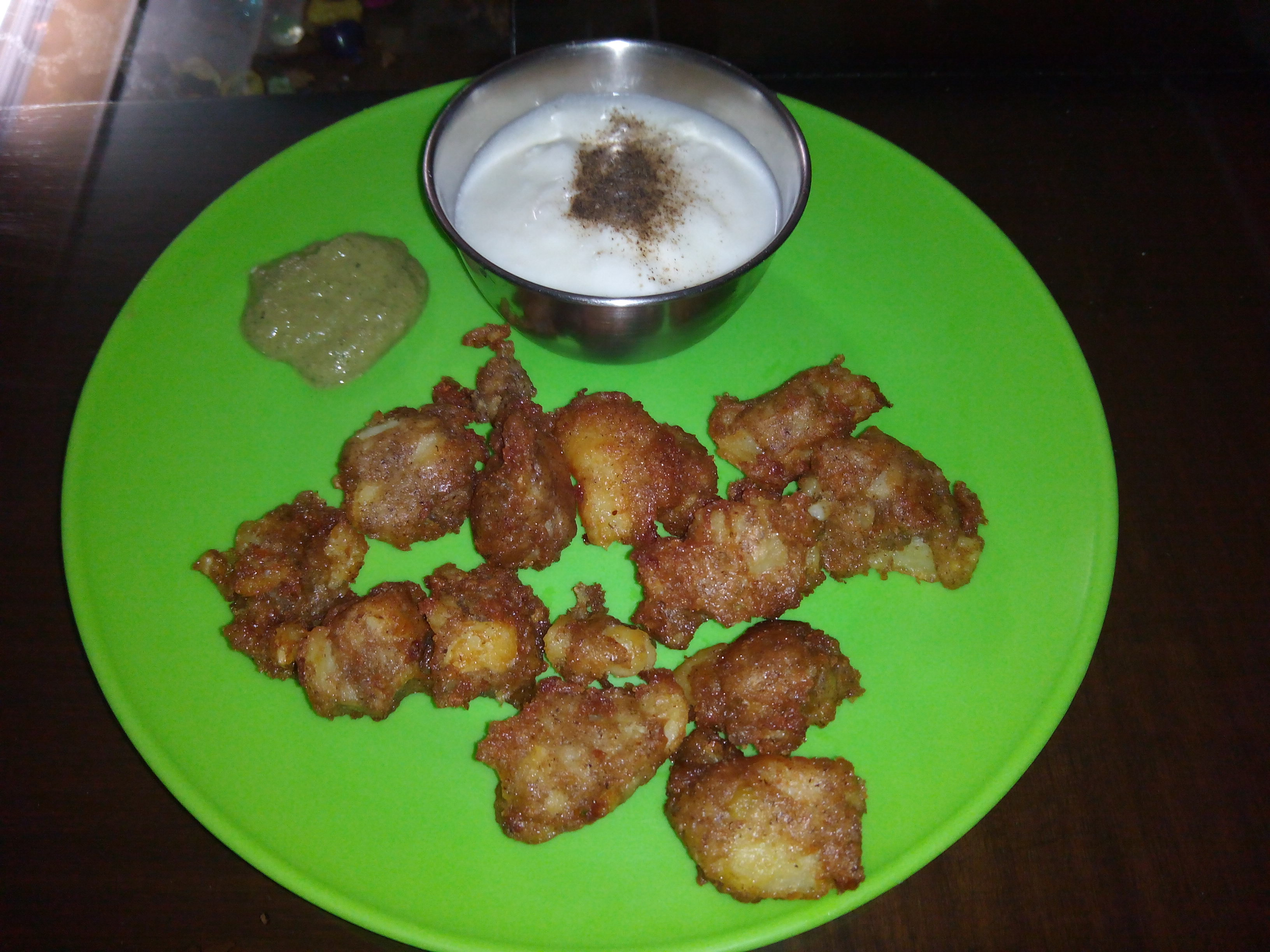
Pakora kiều mạch, đặc biệt được nấu trong mùa ăn chay Hindu.